# دوكان واتمور
دوكان واتمور (بالإنجليزية: Duncan Watmore) (8 مارس 1994 مانشستر المملكة المتحدة - ) هو لاعب كرة قدم بريطاني، يلعب كلاعب وسط.

## وصلات خارجية
دوكان واتمور على موقع قاعدة بيانات كرة القدم.إي يو (الإنجليزية)
- دوكان واتمور على موقع Soccerbase.com (لاعب) (الإنجليزية)
- دوكان واتمور على موقع Soccerway.com (الإنجليزية)
- دوكان واتمور على موقع عالم كرة القدم.نت (الإنجليزية)
- دوكان واتمور على موقع AS.com (الإسبانية)